# 和田博雄
和田 博雄（わだ ひろお、1903年〈明治36年〉2月17日 - 1967年〈昭和42年〉3月4日）は、日本の政治家、農林官僚。農林大臣（第4代）、経済安定本部総務長官（第4代）、物価庁長官（第4代）。衆議院議員（6期）、参議院議員（1期）。

## 来歴・人物

### 生い立ち
旧制中学校教員の息子として埼玉県川越市に生まれる。父が岡山県の中学校に転任したため、尋常小学校から旧制高校（六高）まで学校教育を岡山県で受ける。
旧制第六高等学校を経て、東京帝国大学法学部に進み、1925年卒業。後に企画院事件で検挙された者には社会主義運動出身者が多く、また和田自身は統制経済派であったが、社会主義・左翼系の学生運動に参加したことはない。
農林省入省。農務局属。

### 企画院事件
戦中、農林省から出向して企画院調査官を務め、戦時統制経済の確立に従事する。
企画院事件における「高等官グループ」の一員として、1940年10月に発表された「経済新体制確立要綱」の原案作成を担当した稲葉秀三・正木千冬・佐多忠隆・勝間田清一・和田耕作と共に治安維持法違反で検挙される。同要綱は小林一三商工相を始めとする財界を中心に、赤化思想として強く批判されていた。
約3年間の拘禁を経て保釈され、終戦直後の1945年9月に無罪判決となる（検挙者では佐多忠隆のみ有罪）。

### 国務大臣時代
無罪判決と同じ9月に和田は農林省に復帰し、翌10月農政局長となる。1946年に首相に就任した吉田茂は社会党との連立に失敗したため、挙国一致内閣の体裁を整える必要があったためと、経済統制や農地改革の必要を感じていたため、左翼知識人に入閣を持ちかけていた。しかし、ことごとく断られた吉田は、和田を農林大臣に抜擢した。企画院事件での検挙歴のある和田の登用に、自由党内では反対の声があがったが、三木武吉が「和田農相を拒否して、吉田内閣をつぶした後に、GHQが社会党と共産党に連立を呼びかけたらどうする」と説いて、和田の農相就任を認めさせた。和田は第2次農地改革を成功させ、吉田茂の信頼を勝ち取った。
1947年、第23回衆議院議員総選挙で社会党が第一党となり片山哲が首相となると、吉田は片山に和田を推薦し、和田は片山内閣で経済安定本部総務長官兼物価庁長官に任命された。和田は都留重人らエコノミストを重用して、経済白書を作らせたり、石炭と鉄鋼を中心とする経済復興政策（傾斜生産方式）を推し進めた。
同年12月、地元の岡山県内に昭和天皇の戦後巡幸があり、拝謁する機会を得た。

### 政治家として

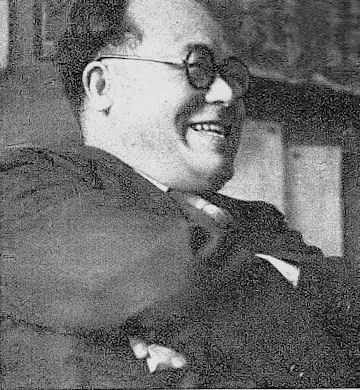
1951年

1947年の第1回参議院議員通常選挙に全国区より当選。参議院議員となり、当初は緑風会に属した。
1949年、社会党入党。当時、ドッジ・ラインにより日本はデフレ状態になっており、自由主義経済が破綻することを予測する知識人は多く、和田も社会主義の時代が来ることを確信していた。
1951年、社会党が分裂すると、和田は左派社会党に属した。この間、1948年に繊維疑獄事件に関する問題に関し、衆議院不当財産取引調査特別委員会に証人喚問された。
左派社会党で和田は政策審議会長に就任し、MSA協定に対抗した政策プランを発表し、マスコミに注目され、新聞記者の中には和田ファンが出来た。1952年、旧岡山1区から立候補して、衆議院議員に当選し、1954年、左派社会党書記長に就任した。しかし、左派社会党委員長の鈴木茂三郎とは性格的に合わず、鈴木に対抗するために社会主義協会と手を組むようになり、次第に教条的な言動が多くなっていった。1955年の社会党再統一にも反対し、再統一直後の執行部では党7役からはずされた。
1957年、社会党政策審議会長に就任するが、翌年、全国購買農業協同組合連合会（全購連）から不正な政治献金を受け取ったとして、1年間の役員権停止処分を受け、政策審議会長を解任された（全購連事件）。
1960年代初頭、社会党で構造改革論が台頭すると、和田派はこぞって構造改革論支持にまわるが、構造改革論の旗手江田三郎と和田はこのころ、関係を悪化させていた。左派社会党時代に、和田は江田に担がれ、『社会タイムス』の責任者とされ、莫大な借金を背負っており（このことを否定する説もある。詳細は社会タイムスの項目を参照のこと）、さらに同じく岡山県出身の江田が和田と同じ旧岡山1区から出馬の意欲を見せたことが原因だった。しかし、1961年、構造改革派の支持で社会党国際局長に選出される。
和田は先進国との社会民主主義政党との連携を深めて社会党の現実主義化をはかろうとするが、このころから体力が衰え、和田から気力をも奪っていった。1964年、佐々木更三とともに社会党副委員長に選出され、翌年、河上丈太郎委員長が病気のため辞任すると、後継委員長の有力候補とされるが、和田はもはや社会党委員長から政権を狙う気力を失っており、佐々木に委員長の座を譲って、1967年、政界を引退した。
内藤吐天に師事して句集を出版した。
現代俳句協会総会に出席するため歩いている最中に、芝公園のそばで心筋梗塞で倒れ死去、64歳。死没日をもって勲一等瑞宝章追贈（勲五等からの昇叙）、正五位から正三位に叙される。

## 評価
和田は社会党の政治家には比較的少なかった官僚出身者として党の内外から期待を集めたが、その能力を思うように発揮することは出来なかった。その責任は和田の能力を生かしきれなかった社会党にもあるが、社会党最大の実力者・鈴木茂三郎と良好な関係が築けなかったことも大きな原因であった。また、江田三郎との連携もうまくいかず、構造改革論争を利用して、党内で勢力を伸張させることも出来なかった。
最後まで官僚・学者臭を残し、政治家になりきれなかったのが、和田が政治家として大成出来なかった最大の理由と言える。
他界した日、当時の内閣総理大臣佐藤栄作が日記で和田の訃報に触れて「気の毒な不幸な政治家」と綴っている。

## 著書

### 単著
- 『農地調整法の解説』日本経済新聞社、1946年4月。 NCID BN13389028。全国書誌番号:46020010。
- 『冬夜の駅』早蕨会、1959年11月。 NCID BA3763345X。全国書誌番号:60005224。
- 『句集 白雨』初音書房、1967年1月。 NCID BA60980432。
- 『和田博雄句抄』故和田博雄の句碑建設委員会、1969年3月。 NCID BA38437479。全国書誌番号:20092137。

### 執筆
- 「世界経済の動向と農業協同組合」『農業協同組合の進路』農地改革協議会、1947年8月、1-14頁。全国書誌番号:22100042。

### 共訳
- C.R.アトリー 著、和田博雄・山口房雄 訳『アトリー自伝』 上巻、新潮社〈一時間文庫〉、1955年4月。 NCID BN10451103。全国書誌番号:55002827。
- C.R.アトリー 著、和田博雄・山口房雄 訳『アトリー自伝』 下巻、新潮社〈一時間文庫〉、1955年4月。 NCID BN10451103。全国書誌番号:55002947。

### 遺稿集
- 『和田博雄遺稿集』農林統計協会、1981年12月。 NCID BN10454156。全国書誌番号:82050991。